# ۳۲ آگوست در زمین
۳۲ آگوست بر روی زمین (فرانسوی: Un 32 août sur terre)، همچنین به عنوان سی و دومین روز اوت روی زمین (انگلیسی: 32nd Day of August on Earth) نیز شناخته می‌شود؛ یک فیلم درام و عاشقانه کانادایی به کارگردانی و نویسندگی دنی ویلنوو در اولین کارگردانی فیلم بلند خود، و تهیه‌کنندگی راجر فراپیر است. این فیلم در بخش نوعی نگاه در جشنواره فیلم کن ۱۹۹۸ به نمایش درآمد. الکسیس مارتین برنده جایزه جوترا برای بهترین بازیگر مرد شد. این فیلم به عنوان فیلم ورودی کانادایی برای بهترین فیلم خارجی‌زبان در هفتاد و یکمین دوره جوایز اسکار انتخاب شد، اما نامزد نشد.

## داستان
پس از یک تصادف بزرگراهی، سیمون (پاسکال بوسیر) مدل عکاسی تصمیم می‌گیرد که بچه دار شدن با بهترین دوستش فیلیپ (الکسیس مارتین) تنها راه برای معنا بخشیدن به زندگی خالی اوست. فیلیپ با اکراه با این شرط موافق است و …

## بازخوردها
- در متاکریتیک بر اساس رای ۵ منتقد، میانگین وزنی نمره ۶۱ از ۱۰۰ را به فیلم اختصاص داد که نشان‌دهندهٔ «بررسی‌های این فیلم عموماً مطلوب» است.[۴]